# ديودور الصقلي
ديودور الصقليّ أو ثيودور أو تيودور الصقليّ (بالإنجليزية: Diodorus Siculus) هو مؤرخ يونانيٌّ عاش في القرن الأول قبل الميلاد. ذاع صيته بعد تأليفه موسوعته التأريخيّة العالميّة المعروفة مكتبة التاريخ أو خزانة التاريخ بين سنتي 60 و30 قبل الميلاد، التي فُقدت منها كتب كثيرة، إذ كانت تتألف من 40 كتابًا، ولم يبق منها سوى 15 كتابًا وبعض الأجزاء المتفرقة، التي نُظِّمن بثلاث مجلّدات. يتناول في المجلّد الأوّل تاريخ مصر وآسِيا وأورُبَّا وغيرها من الأقطار إلى حرب طراودة، وفي الثاني يتناول أحداث حرب طراودة إلى موت الإسكندر الأكبر، أمّا الثالث، فإنه يكتنف أحداث الفترة التي أخذت مجراها من موت الإسكندر إلى نحو عام 60 قبل الميلاد. ويرجع سبب تسمية الموسوعة بهذا الاسم (Bibliotheca Historica) لحقيقة أنّه جمع الحوادث والمجريات التأريخيّة من مؤلفات كُتّابٍ آخرين، فكأنّ موسوعته مكتبة. وقضى ثيودور 30 عامًا في تأليف هذه الموسوعة.

## حياته
أشار ثيودور في موسوعته إلى أنّ موطنه الأصليّ الذي وُلد فيه كان أجيريوم (أجيرا حاليًّا) في صقلية‍، ولم يصلنا شيء عن حياته وأعماله في العصر الكلاسيكيّ القديم غير ما ذكره هو في موسوعته.
إلّا أنّ القدّيس جيروم قال في كتابه المرجع التأريخيّ الزمنيّ عامَ 49 قبل الميلاد: «كَانَ المُؤَرِّخُ الإِغْرِيقِيُّ ثِيُودُورُ الصِّقْلِيُّ يُشَارُ إِلَيْهِ بِالبَنَانِ». وكذلك فإنّ الفيلسوف المؤرخ شارلس هنري آلتفاتر الذي ترجم الموسوعة إلى الإنجليزيّة أشار إلى «صدفةٍ عجيبةٍ» حسب وصفه، وهي أنّ في أجيرا نقشين إغريقيين هما الوحيدين المعروفين فيها (النقوش الإغريقية، المجلد الرابع عشر، 588)، وأحد هذين النقشين كان شاهدًا لقبر شخصٍ نُقش عليه اسم «ثيودور، ابن أفلونيوس».

## أعماله

موسوعة مكتبة التاريخ، عام 1746 م.

ألّف ثيودورُ موسوعته الشهيرة وأسماها مكتبة التأريخ؛ لأنّ مواضيعها المُتناوَلة منقولة من كتب وآثار مختلفة. وهي موسوعةٌ ضخمة تحوي 40 كتابًا، لم يتبّق منها سوى الكتب من 1 إلى 5، ومن 11 إلى 20، أي تبقى 15 كتابًا فقط، وبعضِ الأجزاء المتفرّقة، وهي الأخيرة من الموسوعة، التي حفظها فوتيوس الأول في مكتبته، وكذلك قسطنطين السابع الذي حفظ مقتطفاتٍ منها.
وجاءت الموسوعة بثلاث مجلّدات، كلّ مجلّد يحوي كتبًا تتناول حقبة معيّنة من التأريخ. ففي الكتب الست الأولى، أخذ المؤلّف يسرد أحداث التأريخ الأسطوريّ لدى الأقطار المختلفة حتّى حرب طروادة، وسردها بتسلسل جغرافي معيّن، فتناول في الكتاب الأول تأريخ وأساطير مصر القديمة، وفي الثاني تعاطى تأريخ كُلٍّ من بلاد الرافدين والهند وسقيثيا وشبه الجزيرة العربية، أما الثالث، فعن شمال إفريقية، وفي الكتاب الرابع إلى السادس تكلّم عن اليونان وأورُبَّا.
وفي المجلد الثاني (من الكتاب السابع إلى السابع عشر)، راح يسرد الأحداث التأريخيّة المتزامنة مع حرب طروادة إلى وفاة الإسكندر الأكبر. وأخيرًا، في المجلد الثالث (من الكتاب السابع عشر حتّى النهاية)، تناول الأحداث التأريخية المتزامنة وخلفاءَ الإسكندر إلى نحو عام 60 قبل الميلاد أو بدايةِ زمنِ وقوع الحروب الغاليّة التي أقامها يوليوس قيصر. ولم يأل ثيودورُ جهدًا في تأليف موسوعته، فقد جمّع معلوماتٍ تأريخيّة من شتّى كتب المؤرخين، وهم كثر، ومنهم: إكَطَيُوس الأبديريّ وقطيسياس الكِنيديّ وإفورُ الكيميّ وثيوفومب الخِيوسيّ وهيرونيم الكارديّ وفيليسّ وطِيماوُس وفولبيُس وبوصيدنيُس وهيرودوت وثوسيديد وزينوفون ودورِس الشامُسيّ وقليطارخ ومِيغَسْتِين وآغَثارخوس وغيرهم من المؤرخين.

## وصلات خارجية
- ديودور الصقلي على موقع الموسوعة البريطانية (الإنجليزية)
- مكتبة التاريخ لديودورس الصقلي - موقع Google Books